# Bataille de Bassorah (2008)
Pour les articles homonymes, voir Bataille de Bassorah.
Guerre d'Irak
La bataille de Bassorah débuta le 25 mars 2008 pendant la guerre d'Irak lorsque l'armée irakienne lance l'opération du nom de code Saulat al-Fursan afin de nettoyer la ville de Bassorah de toute présence de l'Armée du Mahdi. Il s'agit de la première opération majeure planifiée et exécutée par les forces gouvernementales depuis l'invasion de 2003.
Le premier ministre irakien Nouri al-Maliki supervisa directement les opérations à Bassorah à partir du 24 mars.

## Contexte historique
En 2003, lors de l'opération liberté irakienne, la ville tombe aux mains des Britanniques le 6 avril 2003.
En décembre 2007, l'armée britannique cède son contrôle à la nouvelle armée irakienne qui concentre ses forces autour de l'aéroport international de Bassorah.

## Déroulement de la bataille

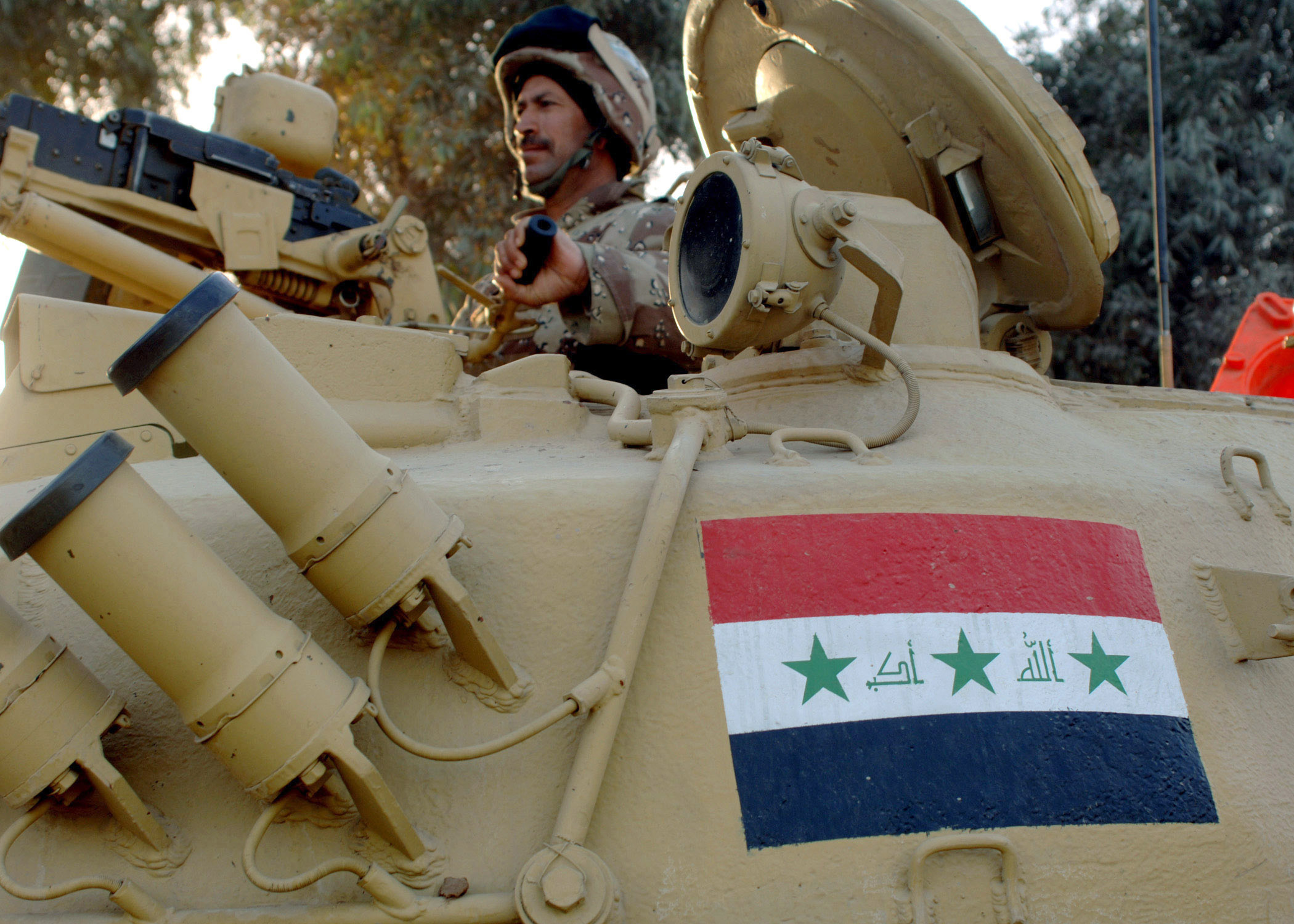
Char T-72 de la nouvelle armée irakienne. Les blindés jouèrent un rôle majeur dans la prise de Bassorah.

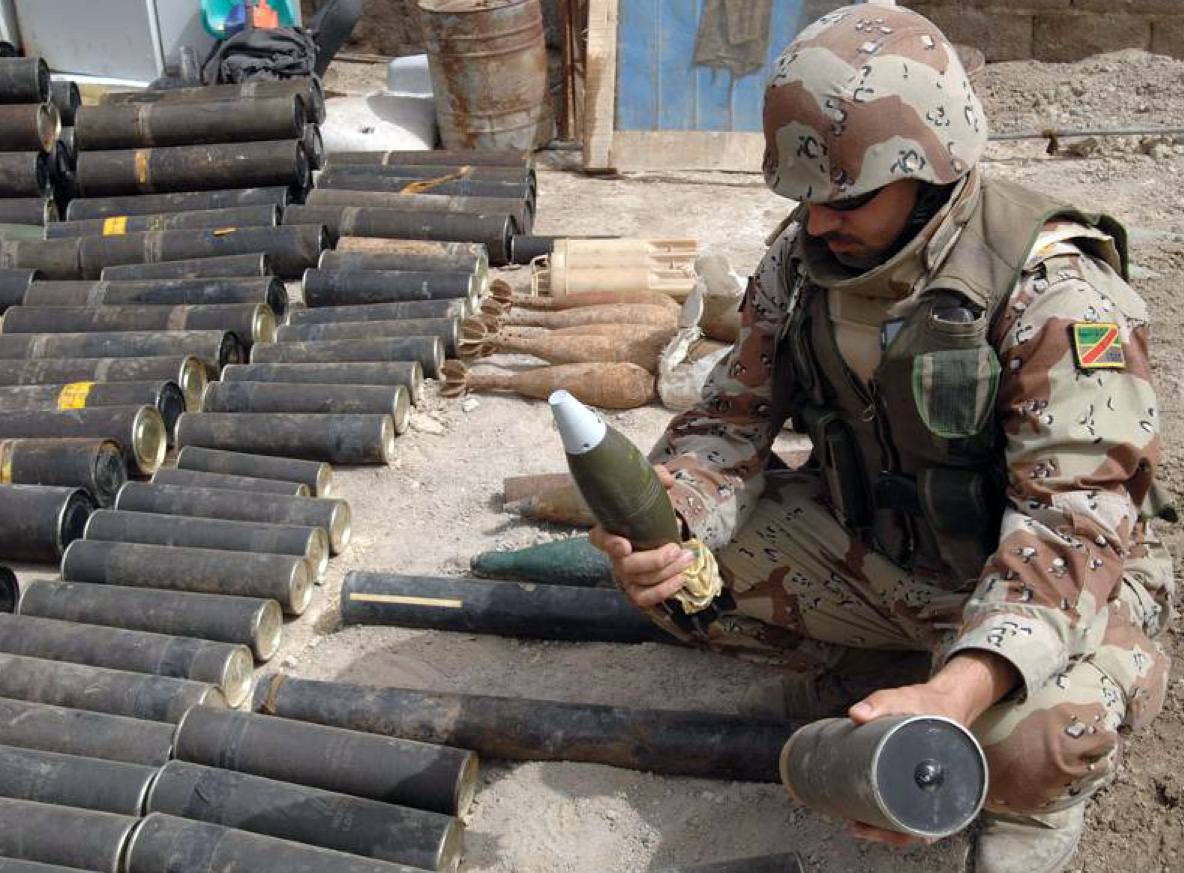
Un soldat irakien examinant des obus de mortier saisis à Bassorah le 19 avril 2008.

Le 25 mars, les avions irakiens et de la Coalition scrutent la ville afin d'obtenir des renseignements et de mener des frappes aériennes contre les positions insurgées dans le but de soutenir les troupes irakiennes au sol. La forte résistance de l'Armée du Mahdi dans la ville voit toutefois l'enlisement des 15 000 Irakiens mobilisés, qui nécessitent l'appui de l'US Air Force ainsi que de la Royal Air Force et d'artillerie afin d'en venir à bout. Plus de 1 000 pertes sont reportées en six jours de combats intenses.
Après un cessez-le-feu négocié par l'Iran le 31 mars, Moqtada al-Sadr retire ses miliciens des rues de Bassorah mais avait remporté une victoire politique majeure.
Le 20 avril, les Irakiens prennent le contrôle du centre-ville.

## Bilan et conséquences
Les Irakiens perdirent 30 tués, 400 blessés, 1 000 à 4 000 déserteurs ainsi que 1 hélicoptère Mil Mi-17 abattu, 1 BMP-1 et 5 AMZ Dzik détruits et 9 autres véhicules blindés capturés tandis que les insurgés eurent 400 tués, 600 blessés et 155 capturés selon le Ministère de la Défense irakien.

## Réactions
L'opération du gouvernement irakien fut soutenue par les partis politiques kurdes et même par l'ambassadeur iranien en Irak, Hasan Kazemi Qomi, qui déclare appuyer le gouvernement irakien contre les « hors-la-loi » à Bassorah alors qu'en même temps celui-ci avait vivement critiqué les opérations américaines à Sadr City, menées également contre l'Armée du Mahdi.
Les gouvernements américain et britannique ont exprimé leur soutien à l'opération et le ministre de la Défense du Royaume-Uni Des Browne indique que 4 000 soldats britanniques resteront déployés en Irak.
Le groupe chiite Asaïb Ahl al-Haq, mené par Qais al-Khazali, a également pris part aux combats contre l'Armée du Mahdi.

## Source
- (en) Cet article est partiellement ou en totalité issu de l’article de Wikipédia en anglais intitulé « Battle of Basra (2008) » (voir la liste des auteurs).